# Amazon EC2
Amazon Elastic Compute Cloud (traducibile in italiano come "nuvola di calcolo elastica di Amazon"), abbreviato in Amazon EC2, è una parte centrale della piattaforma di cloud computing Amazon Web Services (AWS) di Amazon, che permette agli utenti di affittare macchine virtuali sulle quali eseguire le proprie applicazioni.
EC2 permette l'implementazione di applicazione fornendo un servizio web attraverso il quale un utente può avviare un'Amazon Machine Image (AMI) per creare una macchina virtuale (chiamata da AWS "istanza"), che conterrà il software desiderato. Un utente può creare, lanciare, e chiudere istanze, pagando i server a ora, da cui l'aggettivo "elastica" nel nome del servizio.
EC2 fornisce agli utenti il controllo sulla collocazione geografica delle istanze che permettono un'ottimizzazione della latenza e alti livelli di ridondanza.
A novembre 2010 Amazon ha spostato anche il proprio sito su EC2 e su AWS.